# Publicidade
A publicidade é uma atividade profissional dedicada à difusão pública de empresas, produtos ou serviços. Pode ser qualificada como uma "propaganda comercial". É a divulgação de produtos, serviços, e ideias junto ao público, tendo, em vista, induzi-lo a uma atitude dinâmica favorável. Nesse sentido geral, a publicidade é parte da técnica de comunicação. Em sentido estrito, tem um caráter comercial e, então, é parte de um todo que se chama mercadologia, que abarca o conjunto de meios adotados para levar o produto ou serviço ao consumidor. É qualquer forma paga de apresentação não pessoal e promoção de ideias, bens e serviços por um patrocinador identificado a uma audiência alvo através dos mass media". A publicidade ajuda a identificar o significado e o papel dos produtos, fornecendo informação sobre marcas, companhias e organizações.

## Definição do termo
Em Portugal, o termo "publicidade" é usado diversas vezes como sinônimo de "propaganda" ou para representar a atividade realizada por uma agência de propaganda. No Brasil, também existe confusão entre os termos propaganda e publicidade, por um problema de tradução dos originais de outros idiomas, especificamente os da língua inglesa. As traduções dentro da área de negócio, administração e marketing utilizam "propaganda" para o termo em inglês advertising e "publicidade" para o termo em inglês publicity. O termo "publicidade" refere-se exclusivamente à propaganda de cunho comercial. É uma comunicação de caráter persuasivo que visa a defender os interesses econômicos de uma indústria ou empresa. Já a "propaganda" tem um significado mais amplo, pois refere-se à qualquer tipo de comunicação ideológica (as campanhas eleitorais são um exemplo no campo dos interesses políticos).
Para termos mais segurança com as definições, precisamos recorrer à Lei 4 680, que regula a profissão. Segundo o artigo 5º da lei, "Considera-se propaganda qualquer forma remunerada de difusão de ideias, mercadorias, produtos ou serviços, por parte de um anunciante identificado." Já o artigo 7º da lei diz: "Os serviços de propaganda serão prestados pela Agência mediante contratação, verbal ou escrita, de honorários e reembolso das despesas previamente autorizadas (revogado pelo Decreto nº 2 262 de 26/06/97). VIII - A ideia utilizada na propaganda é, presumidamente, da Agência, não podendo ser explorada por outrem, sem que aquela, pela exploração, receba a remuneração justa, ressalvando o disposto no Art. 454, da Consolidação das Leis do Trabalho. I. A Propaganda é a técnica de criar opinião pública favorável a um determinado produto, serviço, instituição ou ideia, visando a orientar o comportamento humano das massas num determinado sentido".
Etimologicamente, Diferenciando Propaganda e Publicidade: Uma Abordagem Detalhada
Embora os termos "propaganda" e "publicidade" sejam frequentemente usados de forma intercambiável, na verdade, eles possuem significados distintos e funções específicas. Compreender essa diferenciação é crucial para entender as nuances da comunicação e os objetivos por trás de cada mensagem.
Propaganda:
A propaganda se concentra na difusão de ideias, crenças ou valores, visando influenciar a opinião pública e persuadir o público a adotar um determinado ponto de vista. Ela pode ser utilizada para promover causas sociais, políticas, ideológicas ou religiosas.
Características da Propaganda:
Objetivo principal: Influenciar a opinião e o comportamento do público.
Mensagem: Frequentemente carregada de emoção e apelo moral.
Foco: Ideias, crenças ou valores.
Técnicas: Pode utilizar diversos recursos, como slogans, símbolos, imagens e linguagem persuasiva.
Exemplos: Campanhas políticas, campanhas de conscientização social, propaganda religiosa.
Publicidade:
A publicidade, por outro lado, tem como objetivo principal tornar público algo concreto, geralmente um produto, serviço ou marca. Ela busca informar o público sobre as características e benefícios da oferta, atraindo sua atenção e estimulando o interesse em adquiri-la.

## História

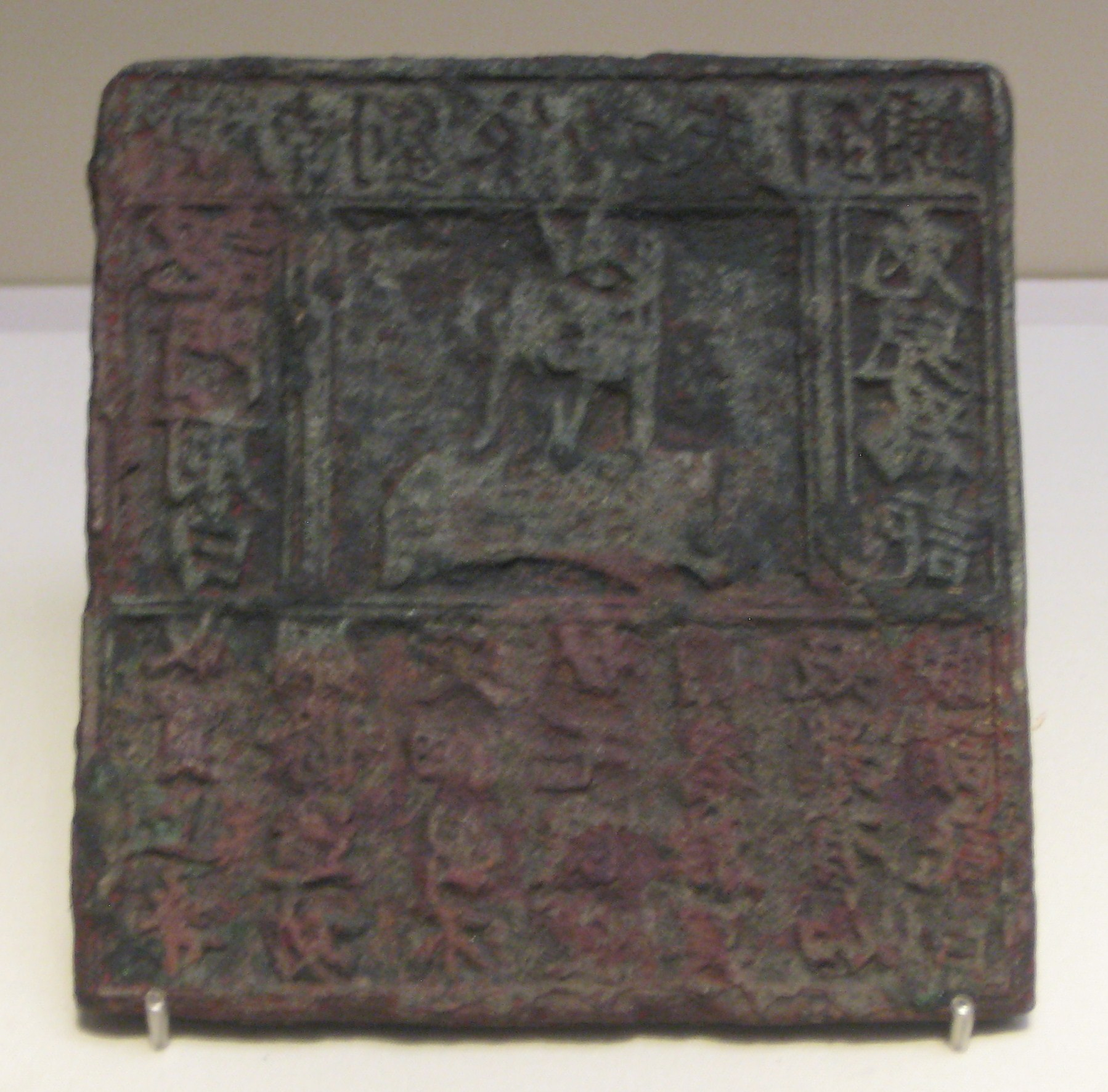
Placa de bronze para impressão de um anúncio publicitário da loja de agulhas da família Liu em Jinan, dinastia Song, China. É considerado o primeiro meio de publicidade impresso identificado do mundo.

Não se sabe ao certo quando nasceu a publicidade, mas se sabe que ela nunca foi tão presente na humanidade como ela é nos dias atuais. Foram diversos processos históricos que permitiram a publicidade chegar aonde chegou. Mensagens comerciais e campanhas políticas foram encontradas em ruínas da antiga Arábia. Egípcios usavam papiros para criar mensagens de venda e cartazes, enquanto o conhecido volante (flyer) de hoje podia ser facilmente encontrado na antiga Grécia e Roma. Pinturas em muros ou rochas utilizadas como propagandas eram outras formas encontradas no tempo antigo e é utilizada até hoje em várias partes da Ásia, África e alguns países da América do Sul, incluindo o Brasil.
No século XV, foi criada a prensa mecânica, uma invenção de Johannes Gutenberg, que permitiu e facilitou o processo de reproduzir textos e manuscritos. Além disto, esta prensa tornou possível a produção de jornais impressos, elemento fundamental nos primórdios da publicidade. No século XVII, as propagandas começaram a aparecer em jornais semanais na Inglaterra. Esses anúncios eram utilizados para promover livros e jornais, que patrocinavam a imprensa, e medicamentos, que se tornaram muito procurados após algumas doenças terem devastado a Europa. No entanto, falsas propagandas, também conhecidas como quack (termo da época para designar uma pessoa que dizia ter profissionalmente habilidades, conhecimentos ou qualificações que não tinha), tornaram-se um problema, que culminou na regulamentação dos conteúdos publicados nas propagandas.

### Século XIX

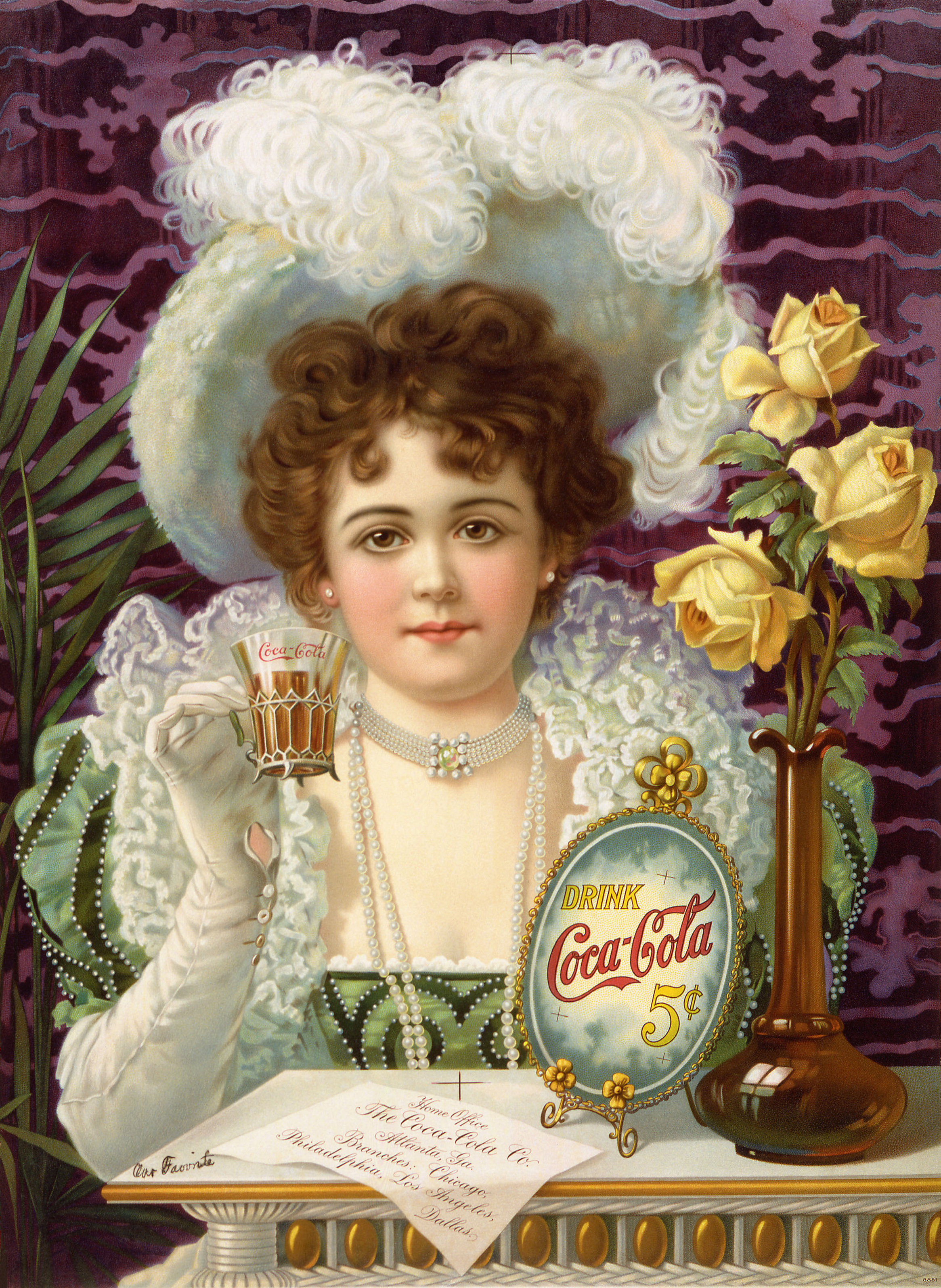
Propaganda da Coca-Cola no final do século XIX.

Com a economia expandindo durante o século XIX, as propagandas cresceram. Nos Estados Unidos, os classificados tornaram-se bem populares preenchendo muitas páginas de jornais com pequenos anúncios de itens variados. O sucesso desse formato de propaganda eventualmente levou ao aparecimento e crescimento da mala direta. Em 1841, a primeira agência de publicidade e propaganda foi criada por Volney Palmer em Boston. A agência criada por Palmer também foi a primeira a cobrar a taxa de 25% de comissão dos jornais para vender espaço publicitário, o que antes era feito apenas por corretores de propaganda. A N. W. Ayer & Son foi a primeira Agência a oferecer todos os serviços de publicidade e assumir responsabilidade pelo conteúdo das propagandas. Ela foi fundada em 1875 na cidade de Filadélfia, nos Estados Unidos.
Em 1896 e a seguir, a publicidade começa a andar em passos largos. Neste ano, aparece o primeiro rádio do mundo, criado por um físico italiano chamado Guglielmo Marconi. E não muito depois, a indústria automóvel corria a todo vapor e a humanidade via também a eclosão da primeira guerra mundial. Com isto tudo ao mesmo tempo, a publicidade se fez muito necessária. A rádio facilitou e muito a comunicação em massa, a divulgação de anúncios, entre outros. Os automóveis produzidos em larga escala precisaram da publicidade para poderem chegar ao conhecimento do público, e a guerra também precisou de publicidade para poder recrutar pessoas para defenderem seus países.

### Século XX

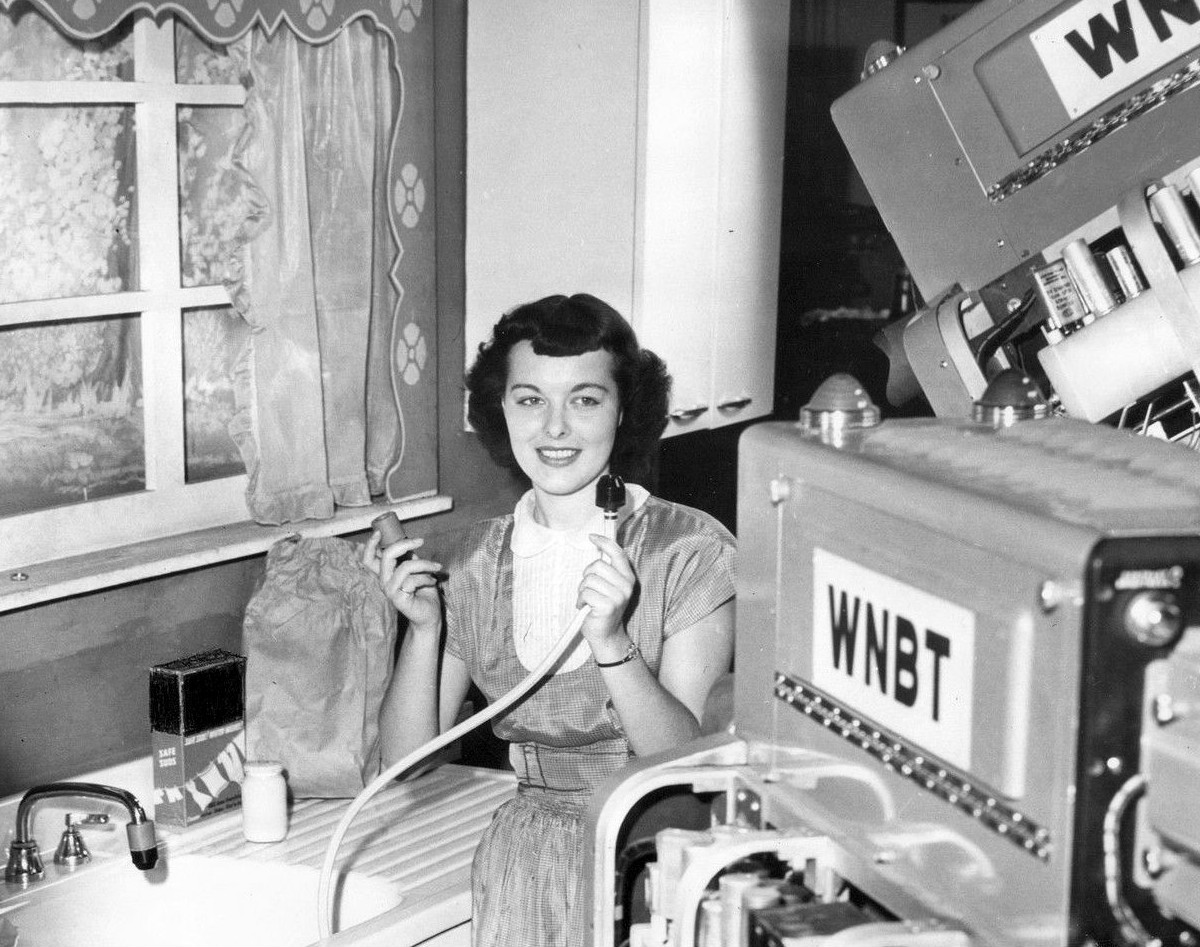
Comercial televisivo em sendo filmado em 1948.

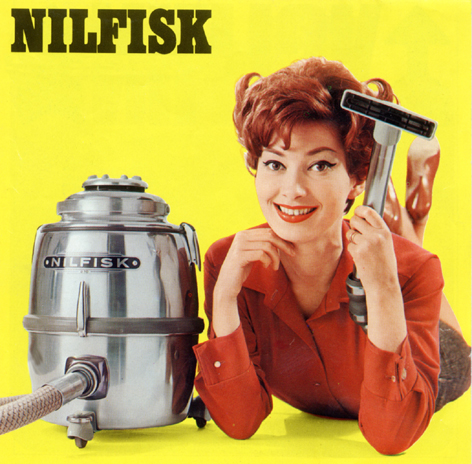
Propaganda da empresa dinamarquesa Nilfisk nos anos 1960.

Na virada do século XIX para o século XX, havia poucas escolhas de carreira para mulheres no mercado. A publicidade e propaganda foi uma das poucas a abrir esse mercado. Como as mulheres eram responsáveis pela maioria das compras feitas em casa, anunciantes e agências reconheceram o valor da mulher nos processos criativos da publicidade. A primeira propaganda norte-americana com apelo sexual foi criada por uma mulher, Helen Lansdowne Resor, para anunciar o sabonete facial Woodbury's. Embora simplória para os dias atuais, a propaganda mostrava um casal com a mensagem: The skin you love to touch (A pele que você adora tocar).
Quando as estações de rádio iniciaram suas transmissões em meados dos anos 1920, os programas não continham propagandas. Isso acontecia porque as primeiras estações de rádio foram estabelecidas com equipamentos feitos manualmente e varejistas ofereceram programas em busca de vender mais aparelhos de rádio para os consumidores. Com o passar do tempo, muitas organizações sem fins lucrativos, como escolas, clubes e organizações populares, começaram a construir suas próprias estações de rádio. Quando a prática de patrocinar programas foi popularizada, cada programa era patrocinado por um anunciante pela troca da simples menção de seu nome no início e no fim dos programas. No entanto, os donos de estações logo viram que poderiam ganhar mais dinheiro vendendo pequenos espaços de tempo para vários anunciantes durante toda a programação da rádio e não só no início e fim de cada programa para apenas um patrocinador. Essa prática foi herdada pela televisão posteriormente nos anos 1940 e 1950.
Em 1941, eclodiu a segunda guerra mundial. Nesta, já havia as propagandas televisivas que revolucionaram a propaganda e publicidade de modo geral. Pois, a televisão trouxe ao mundo publicitário, o audiovisual. Isto, ia além do som da rádio ou da leitura de um jornal. Era possível, ver e ouvir tudo ao mesmo tempo. O primeiro anúncio a explorar esse novo meio comunicativo, se tratava de um relógio da marca Bulova ao custo de nove dólares. Nos tempos atuais, também contamos com a internet, uma alternativa no meio audiovisual, só que nela, as pessoas podem acessar as coisas quando elas quiserem, diferente da televisão que possui uma programação pré-organizada.

## Características

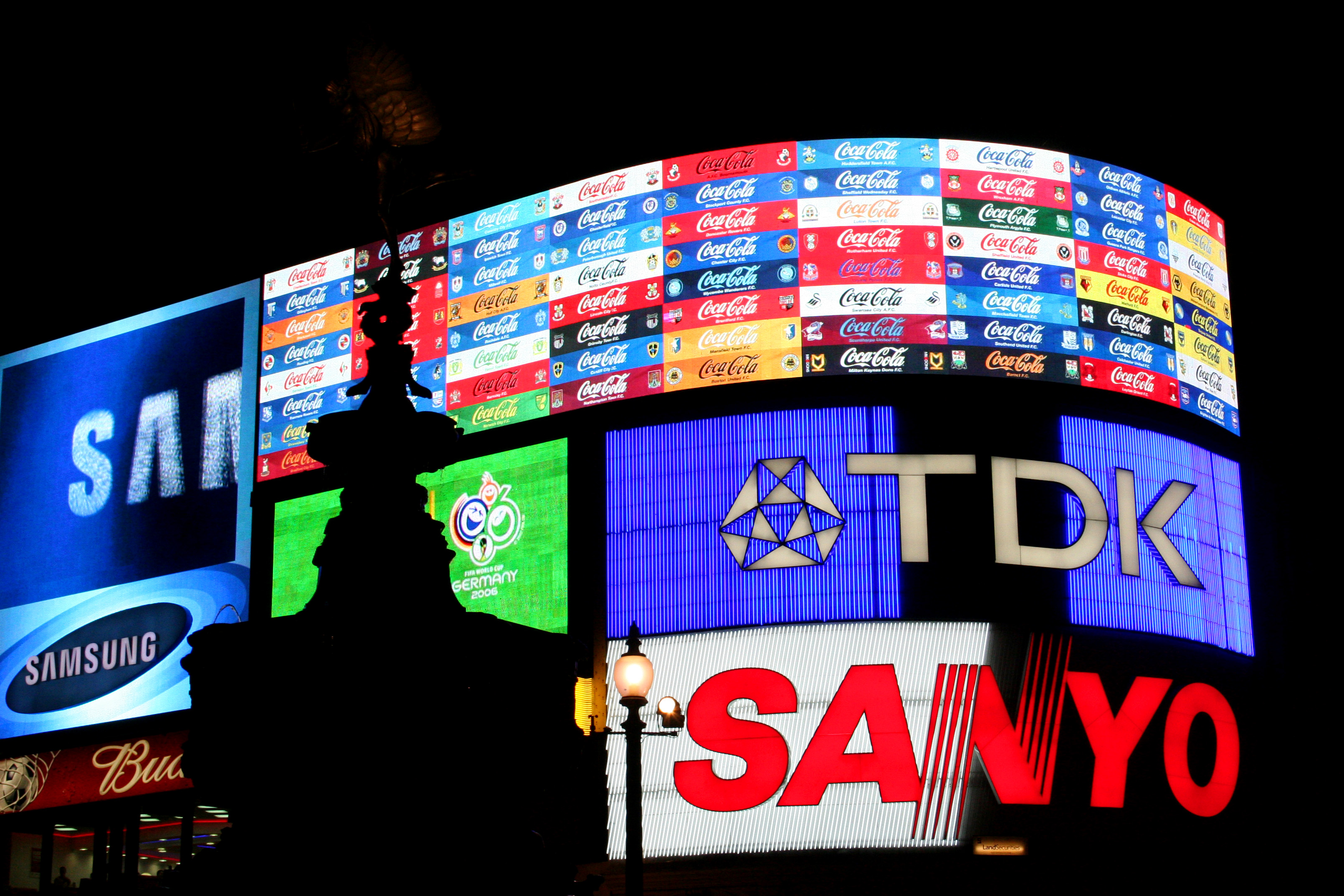
Piccadilly Circus, em Londres.

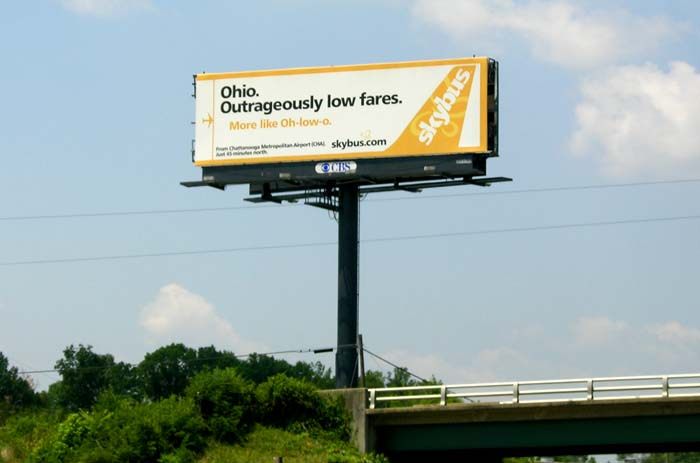
Um outdoor na Geórgia, Estados Unidos.

### Tipos
"Anúncio publicitário" é um género textual que tem a finalidade de promover um produto de uma marca ou uma empresa, ou ainda de promover uma ideia. "Peça publicitária" é cada um dos elementos produzidos para uma campanha publicitária ou de promoção de vendas. Eis uma relação das peças publicitárias mais comuns:
- anúncio (em jornal, revista ou lista telefônica)
- encarte
- filme (televisão)
- spot (rádio)
- jingle (rádio)
- cartaz
- painel publicitário
- cartazete: um cartaz pequeno com informações do produto;
- painel:
- letreiro
- fôlder
- broadside
- banner
- móbile
- brinde
- display

### Recursos
A linguagem não é necessária, tendo em vista que PP trabalha mais com o visual.
A linguagem dos anúncios publicitários adapta-se ao perfil do público ao qual eles se destinam e ao suporte ou veículo em que eles são publicados. A fim de alcançar seu objetivo, o publicitário utiliza inúmeros recursos da língua portuguesa:
- As figuras de linguagem (metáfora, prosopopeia etc.);
- Onomatopeias;
- Ambiguidade (duplo sentido);
- Variedades linguísticas (gírias, linguagem técnica...);
- Estrangeirismos (principalmente palavras inglesas);
- Verbos no imperativo;
- Variação gráfica de letras;
- Textos informativos;
- Recursos sonoros;
- Ironia;
- Imagens.

### Áreas de atuação
Dentro de uma agência de publicidade, ocorre uma divisão das tarefas. Como em uma empresa normal, há departamentos designados para determinadas funções, porém, por se tratar de uma profissão "criativa", às vezes esses departamentos, ou o modo operacional da empresa, podem diferenciar-se dos departamentos de empresas de outros segmentos. Os cargos mais comuns que encontramos nas agências são: Atendimento, Mídia, Planejamento, Criação, Finalização, Produção (Produção gráfica e RTVC).
- Atendimento: responsável pela comunicação cliente-agência e agência-cliente. É o profissional de atendimento que apresenta peças e campanhas, planejamentos etc.
- Mídia: elabora o planejamento de mídia, de modo a atingir melhor cobertura e frequência com o mínimo de gastos ao público-alvo esperado.
- Planejamento: o profissional de Planejamento é responsável pela criação do plano de comunicação, estudando o mercado atual, a concorrência, o público consumidor, fatores do macroambientais e microambientais, etc. Tudo isso para traçar com precisão as metas e objetivos do cliente a curto, médio ou longo prazo.
- Criação: este departamento é composto pela dupla de criação, formada pelo diretor de arte, que é o responsável pela parte visual das peças publicitárias e pelo redator, responsável pela criação dos textos (títulos, slogans e outros textos), esta dupla é coordenada pelo Diretor de Criação. É deste departamento que saem as ideias para os anúncios.
- Produção: neste departamento, que é dividido em produção gráfica e produção eletrônica (ou RTVC), são feitos todos os contatos (orçamentos, visitas, consultas etc.) com os fornecedores gráficos e produtoras de áudio e vídeo.
- Produção on line: esse é um novo cargo existente nas agências de publicidade para atender a crescente demanda dos clientes por uma comunicação digital. Embora ainda não formalizado, nem em termos de denominação de cargo nem de funções, o profissional que trabalha nesta área contribui, junto com o planejamento geral, para oferecer maior número de possibilidades de ações on-line adequadas à  verba/perfil do cliente, dar apoio à criação no desenvolvimento das peças e acompanhar o trabalho com os fornecedores on-line, desde o orçamento até a entrega, de todas as peças digitais.

### Eficiência
Algumas publicidades são mais eficientes do que outras em certas circunstâncias e alguns tipos de publicidade parecem funcionar melhor com determinados produtos. Alguns consumidores, apesar de boas campanhas publicitárias, não compram o produto publicitado e, em outras circunstâncias, irão comprar o produto, mesmo sem publicidade. Os outros componentes do marketing, como por exemplo o preço, podem afetar o sucesso de uma publicidade.
O primeiro ponto forte da publicidade é que ele chega a uma vasta audiência. Pode construir o conhecimento sobre uma marca (informar), criar uma imagem de marca e uma posição da marca a longo prazo e aumentar o conhecimento sobre essa marca. A publicidade também serve para recordar uma experiência agradável aos actuais consumidores. Finalmente a publicidade permite a repetição das mensagens, um factor importante na memorização.
Mas a publicidade tem limitações. Os consumidores, frequentemente, veem a publicidade como algo intrusivo. Assim, eles podem evitar a publicidade virando a página, mudando de canal, tirando o som. Dado o elevado número de anúncios em todos os media a publicidade também pode ser vista como algo provocador de desordem, de barulho (poluição visual). Como a publicidade chega a muita gente, muitas dessas pessoas não são potenciais utilizadores pelo que se perde algum impacto.
A publicidade só tem valor para o negócio se cria uma identificação fácil para o consumidor sobre a marca ou instituição publicitada. Apesar da publicidade ajudar  os consumidores a identificar as marcas que eles querem comprar, por outro lado também ajuda a identificar as marcas que eles querem evitar devido a relatórios ou experiências negativas. Como todas as ferramentas têm vantagens e inconvenientes, os gestores de comunicação devem planejar um mix de comunicação no qual a publicidade seja usada para maximizar as suas forças. Burnett (1990) identifica três mecanismos através dos quais a publicidade funciona. São eles: a atenção, a memorização e a persuasão.
Há muitas formas de avaliar uma publicidade eficiente. Um anúncio para ser eficiente tem de captar a atenção, ser facilmente memorável e persuadir. Também deve chegar à audiência alvo e deve ser consistente com os objectivos da publicidade. Quanto às formas de se julgar a eficácia da publicidade, a publicidade pode ser avaliada duas vezes no tempo. A primeira é antes da publicidade ter ido para o ar ou ter sido publicada (antes do grande investimento ter sido feito) e a segunda é durante ou imediatamente após a passagem do anúncio, para testar o impacto. O primeiro é o pré-teste e o segundo, o pós-teste.
O copytesting é a avaliação formal da publicidade usada para decidir se um determinado anúncio deve ser divulgado no mercado. Estes testes medem a persuasão, a lembrança e a compreensão dos pontos chave. Estes testes são úteis dado o elevado custo de uma campanha televisiva. Há muitas agências que desconfiam destes testes porque acham que eles não medem o impacto da publicidade numa situação real.  Contudo, eles podem fornecer informação de apoio a julgamentos mais intuitivos.

### Mídia
Para melhor compreender o que significa a mídia no processo da publicidade contemporânea, seria interessante apresentar a sua origem. "Mídia" é o plural da palavra "médium", que, em latim, significa "meio". Foi adotada pelos norte-americanos (media) e, posteriormente, incorporada à língua portuguesa como "Mídia". A Mídia é absolutamente parte integrante do processo mercadológico e podemos dizer que, se a propaganda é uma função de marketing, a Mídia, por sua vez, é função da propaganda. Deve ser entendida como investimento para geração de resultados.
Dentre tantas funções, podemos sintetizar que sua função básica é propor caminhos para que a mensagem chegue ao público-alvo. Porém, com o passar do tempo, essa tarefa se tornou bem mais complexa, exigindo, do profissional, um conhecimento mais específico e aprofundado dos diversos meios de comunicação.

### Marketing Mix
A publicidade faz parte do que se chama de Marketing Mix. Para além do produto, distribuição e preço, a variável "comunicação" incorpora, obrigatoriamente, a publicidade, as promoções, merchandising, força de vendas, marketing direto, patrocínios e as relações públicas. A publicidade é claramente orientada para o produto. Tem, como objectivo, estimular a compra ou a notoriedade desse produto. Pode, ainda, simplesmente servir para informar. Hoje em dia, a relação da publicidade com novos conceitos como o Branding passa pela adequação dos novos meios de comunicar a publicidade.
O branding é considerado um trabalho de marca. É como se criasse uma imagem para ser reconhecida por todo o mercado, de forma que o público a consiga identificar e apreciar. Ao criarmos e gerirmos uma marca, estamos a potenciar o valor do produto e da empresa dona da marca. Trata-se não só de identificar e diferenciar o produto ou empresa, mas também gerar uma expectativa de qualidade de imagem que vai trazer grande notoriedade. É exemplo de branding o que é feito ao nível das marcas franqueadas, onde não basta identificar o produto, mas também transmitir uma certa segurança de qualidade ao ser multiplicada por n lojas. É tão simples como dizer: "é de marca, é de confiança". Existe um valor originado pela marca e que obviamente tem a ver com a atividade desenvolvida pelas agências de publicidade quando fazem branding, ou seja, trabalho de marca. Mais do que projetar ou criar uma identidade, é preciso acrescentar um conceito de valor e positividade ao projeto, e geri-lo, e isso deverá respeitar a estratégia e a ambição do cliente e do seu produto.

### Publicidade comparativa
Através de um modelo comparativo, se pretende contrapor as características do produto anunciado com os de um outro anunciante. A publicidade comparativa pode ser definida como "aquela na qual o anunciante, com o intuito de promover a implementação do consumo de seus produtos, coloca, em contraposição, determinadas características de produtos concorrentes, de modo a demonstrar, aos consumidores, algum tipo de superioridade de seu produto em relação aos demais". Alguns admitem que seu conceito também possa abarcar a comparação com o mercado em geral, o que geralmente se faz através de superlativos ("o mais barato da cidade"). Também pode se dar através de formato implícito ou explícito. Na primeira situação o nome ou marca do concorrente não é mostrado abertamente, mas há menções que podem identificá-lo. Na década de 1960, houve uma "explosão" sem precedentes desse modelo publicitário nos Estados Unidos, quase a colocar em colapso todo o mercado. Posteriormente, foi regulada e incentivada através de instrução do Federal Trade Commission, em 13 de agosto de 1979. É permitida na União Europeia desde que opere segundo o artigo 3 bis da Diretiva 84/450/CEE. No Mercosul, houve um início de regulamentação através da Resolução 126/96.
No Brasil, o Código Brasileiro de Autorregulamentação Publicitária a permite, com certas restrições, definindo-a em seu artigo 8º como sendo "toda atividade destinada a estimular o consumo de bens e serviços, bem como promover instituições, conceitos ou ideias". Alguns a consideram lícita e outros não: a maioria se inclina a dizer que sua licitude depende de suprir certos requisitos, os quais, de modo geral, seriam os estipulados pelo artigo 3 bis da Diretiva 84/450/CEE. Há, também, outros entendimentos: "uma conceituação abrangente permite recolocar a publicidade comparativa fora do domínio da deslealdade concorrencial, como também autoriza manejar, em seu âmbito, a publicidade superlativa". Com isso, "determinados 'tipos' ('denigratória', 'confusória' etc.) podem ser tratados como desvios e não como suas 'espécies'".
Em Portugal, a publicidade comparativa está regulada especificamente no Código da Publicidade, no artigo 16.º.

## Lusofonia

### Brasil
Em 2000, a publicidade brasileira se manteve entre as quatro mais premiadas no Festival Internacional de Propaganda de Cannes - um dos principais no exterior - e consolidou-se como uma das mais importantes do mundo. Em termos de faturamento, atualmente o mercado publicitário nacional alterna períodos de acelerado crescimento e de estabilidade. Em 1996, movimentou 8,3 bilhões de dólares estadunidentes e, dois anos depois, chegou a 9,4 bilhões de dólares estadunidenses - um crescimento de 12,7%, de acordo com dados do Ibope Monitor. Em 1999, o setor passou por um momento de estabilidade. No entanto, por causa da desvalorização do real no início de 1999, o valor dos investimentos em dólar registrou uma queda, passando a 6,6 bilhões.
As formas de publicidade mais utilizadas no país são anúncios, outdoors, propaganda em ônibus (busdoor), marketing direto, patrocínios e merchandising. Os principais meios de comunicação são os preferidos dos anunciantes e das agências. Conforme dados do Projeto Inter-Meios, em 1999 a maior parte dos investimentos destinaram-se à televisão aberta (56%), seguida por jornal (24%), revista (10%) e rádio (5%). A propaganda em TV por assinatura, outdoor e outras mídias fica com os 5% restantes. O setor que mais investe em publicidade é o do comércio varejista - 3,6 bilhões de reais em 1999. Em seguida, estão os serviços ao consumidor, com 2,1 bilhões de reais, e as empresas ligadas a cultura, lazer, esporte e turismo, com 1 bilhão de reais.